# Hoya de Huesca

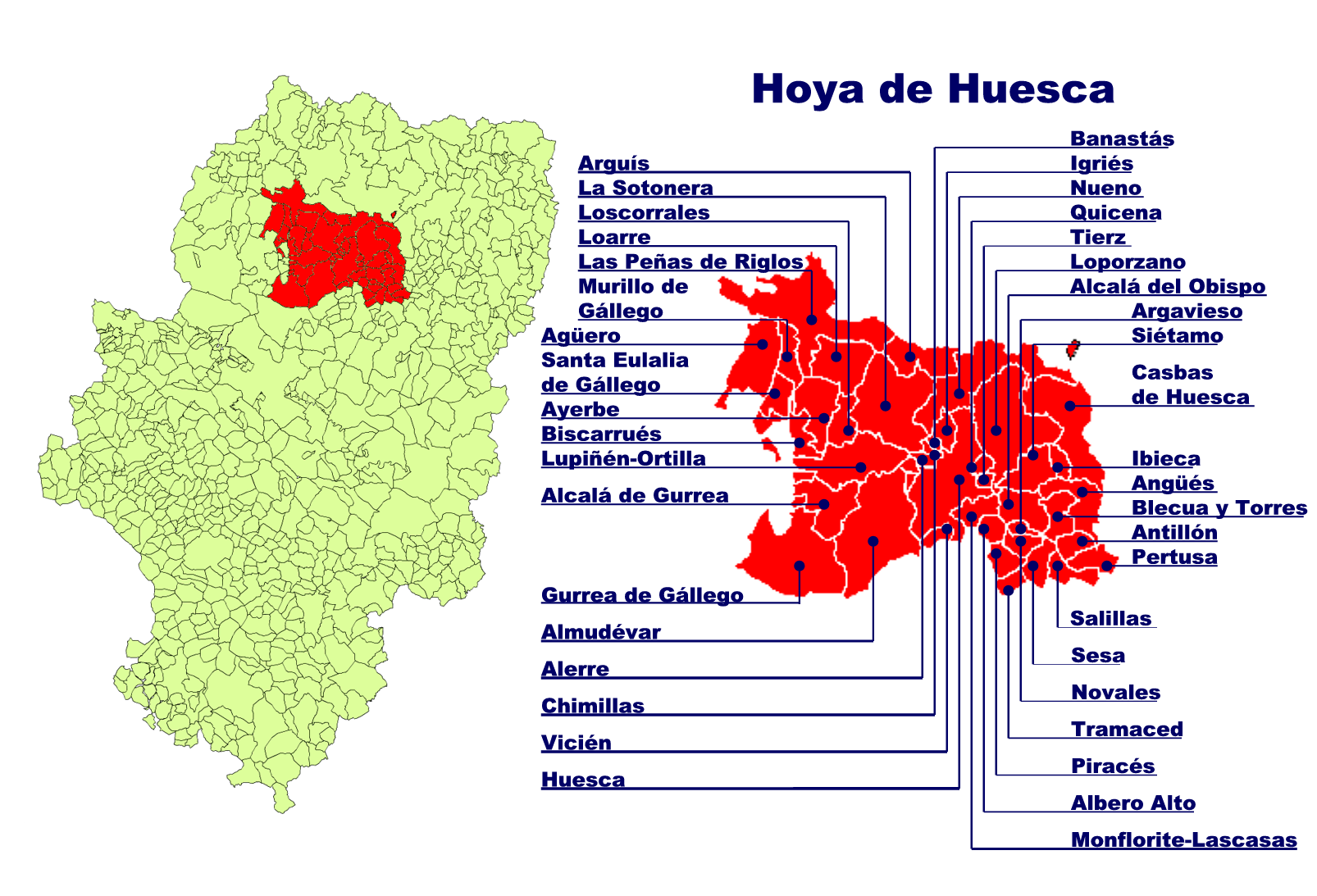
Hoya de Huesca.

A Hoya de Huesca (Plana de Uesca em aragonês) é uma comarca da Província de Huesca na Comunidade Autónoma de Aragão (Espanha).
- Capital: Huesca
- Superfície:2.525,60 km²
- População:64.531 habitantes (2006)
- Densidade: 25,55 hab/km² Localizada na parte central do Somontano oscense é atravessada pelos rios Isuela, Flumen e Guatizalema. Situa-se entre os rios Sotón e Alcanadre e está limitada pelas serras Gratal e Guara. As suas comarcas limítrofes:
- Norte - Jacetania e Alto Gállego
- Sul - Saragoça e Monegros
- Este - Somontano de Barbastro
- Oeste - Cinco Villas

A economia está baseada, principalmente, na agricultura e na criação de gado. A indústria baseia-se, fundamentalmente, na do metal.

## Território e População
| Nº | Município                | Extensão (km²) | % do total | Habitantes (2006) | % do total | Altitude (metros) |
| -- | ------------------------ | -------------- | ---------- | ----------------- | ---------- | ----------------- |
| 1  | Agüero                   | 94,2           | 3,7        | 166               | 0,3        | 696               |
| 2  | Albero Alto              | 19,3           | 0,8        | 125               | 0,2        | 442               |
| 3  | Alcalá de Gurrea         | 71,4           | 2,8        | 282               | 0,4        | 461               |
| 4  | Alcalá del Obispo        | 47,8           | 1,9        | 348               | 0,5        | 517               |
| 5  | Alerre                   | 8,9            | 0,4        | 228               | 0,4        | 505               |
| 6  | Almudévar                | 201,5          | 8,0        | 2.381             | 3,7        | 456               |
| 7  | Angüés                   | 56,5           | 2,2        | 423               | 0,7        | 543               |
| 8  | Antillón                 | 22,4           | 0,9        | 165               | 0,3        | 513               |
| 9  | Argavieso                | 9,7            | 0,4        | 130               | 0,2        | 481               |
| 10 | Arguís                   | 62,8           | 2,5        | 82                | 0,1        | 1.044             |
| 11 | Ayerbe                   | 63,9           | 2,5        | 1.112             | 1,7        | 582               |
| 12 | Banastás                 | 4,7            | 0,2        | 239               | 0,4        | 532               |
| 13 | Biscarrués               | 30,2           | 1,2        | 217               | 0,3        | 472               |
| 14 | Blecua y Torres          | 36,2           | 1,4        | 195               | 0,3        | 465               |
| 15 | Casbas de Huesca         | 132,7          | 5,3        | 293               | 0,5        | 560               |
| 16 | Chimillas                | 10,0           | 0,4        | 340               | 0,5        | 520               |
| 17 | Gurrea de Gállego        | 192,0          | 7,6        | 1.745             | 2,7        | 341               |
| 18 | Huesca                   | 161,0          | 6,4        | 49.312            | 76,4       | 488               |
| 19 | Ibieca                   | 14,9           | 0,6        | 110               | 0,2        | 640               |
| 20 | Igriés                   | 19,2           | 0,8        | 456               | 0,7        | 599               |
| 21 | Loarre                   | 74,4           | 2,9        | 392               | 0,6        | 773               |
| 22 | Loporzano                | 169,3          | 6,7        | 520               | 0,8        | 581               |
| 23 | Loscorrales              | 40,2           | 1,6        | 114               | 0,2        | 620               |
| 24 | Lupiñén-Ortilla          | 110,1          | 4,4        | 350               | 0,5        | 438               |
| 25 | Monflorite-Lascasas      | 29,2           | 1,2        | 240               | 0,4        | 436               |
| 26 | Murillo de Gállego       | 54,7           | 2,2        | 177               | 0,3        | 543               |
| 27 | Novales                  | 20,1           | 0,8        | 179               | 0,3        | 464               |
| 28 | Nueno                    | 147,2          | 5,8        | 492               | 0,8        | 726               |
| 29 | Peñas de Riglos (Las)    | 217,9          | 8,6        | 295               | 0,5        | 678               |
| 30 | Pertusa                  | 29,4           | 1,2        | 124               | 0,2        | 639               |
| 31 | Piracés                  | 25,2           | 1,0        | 110               | 0,2        | 453               |
| 32 | Quicena                  | 9,7            | 0,4        | 274               | 0,4        | 476               |
| 33 | Salillas                 | 28,3           | 1,1        | 119               | 0,2        | 420               |
| 34 | Santa Eulalia de Gállego | 29,6           | 1,2        | 120               | 0,2        | 505               |
| 35 | Sesa                     | 30,8           | 1,2        | 244               | 0,4        | 437               |
| 36 | Siétamo                  | 49,0           | 1,9        | 576               | 0,9        | 559               |
| 37 | Sotonera (La)            | 165,5          | 6,6        | 1.083             | 1,7        | 509               |
| 38 | Tierz                    | 6,5            | 0,3        | 550               | 0,9        | 467               |
| 39 | Tramaced                 | 15,4           | 0,6        | 105               | 0,2        | 418               |
| 40 | Vicién                   | 13,8           | 0,5        | 118               | 0,2        | 394               |
| #  | La Hoya de Huesca        | 2.525,6        | 100,0      | 64.531            | 100,0      | -                 |